# Élie Fallu
Pour les articles homonymes, voir Fallu.
Élie Fallu, le 2 mars 1932 à (Nouvelle (Gaspésie), est un homme politique québécois. Il a été le député péquiste de Terrebonne de 1976 à 1981 et de Groulx de 1981 à 1985. Il était également maire de la ville de Sainte-Thérèse de 1987 à 2005. Élie Fallu est également l'oncle de l'humoriste Stéphane Fallu.

## Biographie
Fils du cultivateur Antoine Fallu et d'Anna Gaudreau, Élie Fallu est diplômé en éducation physique et sportive, en pédagogie et en lettres et titulaire d'un doctorat en histoire.
Il fréquenta l'école de Nouvelle, le Séminaire de Chambly, le Séminaire de Gaspé, l'Externat classique Sainte-Croix, l'Université d'Ottawa, l'Université de Montréal, l'Université Laval à Québec, l'Université de la Sorbonne à Paris et l'école pratique des hautes études à Paris.
Il est l'auteur de quatre ouvrages en plus d'avoir collaboré à plusieurs revues.

### Enseignement
Il commença l'enseignement de l'histoire à l'Externat classique de Longueuil. Puis de 1962 à 1976, il enseigna au Séminaire de Sainte-Thérèse (devenu le Collège Lionel-Groulx en 1967). Il siégea notamment sur le conseil d'administration de l'établissement en 1967 et 1968. Il fut également professeur à l'Université de Montréal de 1963 à 1969, rédacteur de programmes du cours collégial en 1966 et 1967 et président de comités à la Direction générale des études collégiales (DIGEC). Il était aussi négociateur syndical au Séminaire de Sainte-Thérèse.

### Vie politique provinciale
Souverainiste de longue date, Élie Fallu est élu député du Parti québécois dans Terrebonne en 1976 puis réélu dans Groulx en 1981.
Au cours de son premier mandat, il est whip-adjoint du gouvernement, de 1976 à 1979. Il est adjoint parlementaire au ministre de l'Éducation d'octobre 1979 à janvier 1981 et au ministre des Affaires municipales de janvier 1981 à mars 1984, lors de son second mandat.
Au courant de son deuxième mandat à l'Assemblée nationale, il est président de la Commission de l'aménagement et des équipements. Il occupe aussi les fonctions de Ministre délégué aux Relations avec les citoyens dans les cabinets Lévesque et Johnson (Pierre Marc) puis Ministre des Communautés culturelles et de l'Immigration dans le cabinet Johnson (Pierre Marc) jusqu'à sa défaite à l'élection de 1985.

### Vie politique municipale
Il devient maire de la Ville de Sainte-Thérèse en 1987 jusqu'au 10 juin 2005, où il annonce son départ.

## Après la politique
Depuis septembre 2006, Élie Fallu est président du conseil d'administration du Pôle universitaire des Basses-Laurentides.

## Publications
- Cicéron et ses hôtes (1966)
- Les Études anciennes et leurs avenirs (1968)
- Cicéron et les finances publiques (1974)
- le Droit privé romain et l'organisation judiciaire à Rome (1976).